# 아시안 게임 하키
아시안 게임 하키는 1958년 아시안 게임부터 시작된 경기 종목이다.

## 대회 결과

### 남성
| 연도 | 개최지                     |          | 우승       | 준우승     | 3위 |
| ---- | -------------------------- | -------- | ---------- | ---------- | --- |
| 1958 | 일본 도쿄                  | 파키스탄 | 인도       | 대한민국   |     |
| 1962 | 인도네시아 자카르타        | 파키스탄 | 인도       | 말레이시아 |     |
| 1966 | 태국 방콕                  | 인도     | 파키스탄   | 일본       |     |
| 1970 | 태국 방콕                  | 파키스탄 | 인도       | 일본       |     |
| 1974 | 이란 테헤란                | 파키스탄 | 인도       | 말레이시아 |     |
| 1978 | 태국 방콕                  | 파키스탄 | 인도       | 말레이시아 |     |
| 1982 | 인도 뉴델리                | 파키스탄 | 인도       | 말레이시아 |     |
| 1986 | 대한민국 서울              | 대한민국 | 파키스탄   | 인도       |     |
| 1990 | 중국 베이징                | 파키스탄 | 인도       | 말레이시아 |     |
| 1994 | 일본 히로시마              | 대한민국 | 인도       | 파키스탄   |     |
| 1998 | 태국 방콕                  | 인도     | 대한민국   | 파키스탄   |     |
| 2002 | 대한민국 부산              | 대한민국 | 인도       | 말레이시아 |     |
| 2006 | 카타르 도하                | 대한민국 | 중국       | 파키스탄   |     |
| 2010 | 중국 광저우                | 파키스탄 | 말레이시아 | 인도       |     |
| 2014 | 대한민국 인천              | 인도     | 파키스탄   | 대한민국   |     |
| 2018 | 인도네시아 자카르타·팔렘방 | 일본     | 말레이시아 | 인도       |     |

### 여성
| 연도 | 개최지                     |          | 우승     | 준우승     | 3위 |
| ---- | -------------------------- | -------- | -------- | ---------- | --- |
| 1982 | 인도 뉴델리                | 인도     | 대한민국 | 말레이시아 |     |
| 1986 | 대한민국 서울              | 대한민국 | 일본     | 인도       |     |
| 1990 | 중국 베이징                | 대한민국 | 중국     | 일본       |     |
| 1994 | 일본 히로시마              | 대한민국 | 일본     | 중국       |     |
| 1998 | 태국 방콕                  | 대한민국 | 인도     | 중국       |     |
| 2002 | 대한민국 부산              | 중국     | 대한민국 | 일본       |     |
| 2006 | 카타르 도하                | 중국     | 일본     | 인도       |     |
| 2010 | 중국 광저우                | 중국     | 대한민국 | 일본       |     |
| 2014 | 대한민국 인천              | 대한민국 | 중국     | 인도       |     |
| 2018 | 인도네시아 자카르타·팔렘방 | 일본     | 인도     | 중국       |     |

## 메달 집계
| 순위 | 국가       | 금메달 | 은메달 | 동메달 | 합계 |
| ---- | ---------- | ------ | ------ | ------ | ---- |
| 1    | 대한민국   | 9      | 4      | 2      | 15   |
| 2    | 파키스탄   | 8      | 3      | 3      | 14   |
| 3    | 인도       | 4      | 10     | 5      | 19   |
| 4    | 중국       | 3      | 3      | 2      | 8    |
| 5    | 일본       | 2      | 3      | 5      | 8    |
| 6    | 말레이시아 | 0      | 1      | 7      | 8    |

## 같이 보기
- 아시아 하키 선수권 대회